# Raciocínio lógico
O raciocínio lógico é uma atividade mental que visa chegar a uma conclusão de forma rigorosa. Acontece na forma de inferências ou argumentos partindo de um conjunto de premissas e raciocinando para uma conclusão apoiada por essas premissas. As premissas e a conclusão são proposições, ou seja, afirmações verdadeiras ou falsas sobre o que é o caso. Juntos, eles formam um argumento. O raciocínio lógico é governado por normas no sentido de que visa formular argumentos corretos que qualquer pessoa racional acharia convincentes. A principal disciplina que estuda o raciocínio lógico é a lógica.

## Definição
O raciocínio lógico é uma forma de pensamento que se preocupa em chegar a uma conclusão de forma rigorosa.. Isso acontece na forma de inferências, transformando as informações presentes em um conjunto de premissas para chegar a uma conclusão. Pode ser definido como "selecionar e interpretar informações de um determinado contexto, fazer conexões e verificar e tirar conclusões com base nas informações fornecidas e interpretadas e nas regras e processos associados". O raciocínio lógico é rigoroso no sentido de que não gera nenhuma conclusão, mas garante que as premissas apoiam a conclusão e atuam como razões para acreditar nela. Um aspecto central é que esse suporte não se restringe a um raciocinador específico, mas que qualquer pessoa racional acharia a conclusão convincente com base nas premissas. Dessa forma, o raciocínio lógico desempenha um papel na expansão do conhecimento.
A principal disciplina que estuda o raciocínio lógico é chamada lógica. Ela é dividida em lógica formal e informal, que estudam o raciocínio lógico formal e informal. Tradicionalmente, o raciocínio lógico era principalmente associado ao raciocínio dedutivo estudado pela lógica formal. Mas em um sentido mais amplo, também inclui formas de raciocínio não dedutivo, como raciocínio indutivo, abdutivo e analógico.
As formas de raciocínio lógico têm em comum o fato de usarem premissas para fazer inferências de forma governada por normas. Como práticas governadas por normas, elas visam ao acordo intersubjetivo sobre a aplicação das normas, ou seja, acordo sobre se e em que grau as premissas apoiam sua conclusão. Os tipos de raciocínio lógico diferem quanto às normas exatas que usam, bem como quanto à certeza da conclusão a que chegam. O raciocínio dedutivo oferece o suporte mais forte e implica sua conclusão com certeza, como provas matemáticas. Para o raciocínio não dedutivo, as premissas tornam a conclusão mais provável, mas não a garantem. Esse suporte vem em graus: argumentos fortes tornam a conclusão muito provável, como é o caso de questões bem pesquisadas nas ciências empíricas. Alguns teóricos dão uma definição muito ampla de raciocínio lógico que inclui seu papel como uma habilidade cognitiva responsável pelo pensamento de alta qualidade. Nesse sentido, tem aproximadamente o mesmo significado que o pensamento crítico.